# Pierantonio Costa
Pour les articles homonymes, voir Costa.
Pierantonio Costa (Venise, 7 mai 1939 – 2 janvier 2021) est un diplomate italien.

## Source
- (it) Cet article est partiellement ou en totalité issu de l’article de Wikipédia en italien intitulé « Pierantonio Costa » (voir la liste des auteurs).